# 朱才
朱才（生卒年不詳），字君業，三國時東吳將領。

## 生平
少時因其父朱治的功績，而由被任免為武衛校尉，領兵隨軍到處征伐，屢有功績。224年，父死，朱才繼承爵位，遷為偏將軍。
但郡中的議論都覺得朱才少時已得到如此榮譽、貴位，未能留意鄉黨，朱才嘆息遁：「我初為將，謂跨馬蹈敵，當身履鋒，足以揚名，不知鄉黨復追跡其舉措乎！（我最初為將，以為上馬殺敵，以身為前鋒，已經足以揚名，但不知鄉黨原來還看人的言行舉動啊！）」
於是，朱才更加恭敬禮賢，注意賓客，輕財尚義，施不望報，又學習兵法，名聲開始漸漸響亮，後因病逝世。 

## 特徵
朱才為人聰明敏捷，善於騎射，孫權十分喜歡他，常隨侍孫權一起遊戲。

## 家庭

### 父
- 朱治，朱才之父。為東吳孫家三代元勳。

### 兄弟
- 朱然，本為朱治之甥，後收為養子，朱才之兄。為東吳的重要將領，繼承呂蒙的位置。
- 朱紀，朱才三弟。娶了孫策女，官至校尉。
- 朱緯，朱才四弟。數歲早夭。
- 朱萬，朱才五弟。數歲早夭。

### 子
- 朱琬，朱才之子。襲爵為將，官至鎮西將軍。